# Peter Fjellstedt
Peter Fjellstedt, född 17 september 1802 i Fjällane, i Dalslandsdelen av Silleruds socken, död 4 januari 1881 i Uppsala, var en svensk präst, missionär och missionsledare.

## Ungdomstid
Peter föddes med efternamnet Larsson, som det första barnet i en fattig hantverkarfamilj. Peter fick i unga år även känna på hur det var att gå från gård till gård och tigga.
1812 rådde svår hungersnöd i trakten och familjen fick blanda bark och benmjöl i brödet.
Under flera vintrar bidrog han till familjens försörjning genom att lära barnen i grannbyn att läsa och skriva.
På somrarna fick han valla familjens får i dalslandsskogarna runt torparstugan. Peter Fjellstedt skriver i sin självbiografi: "Ofta gick jag upp på någon stor sten och predikade, så gott jag kunde, för mina kor, får och lamm". Vid en av dessa platser där han predikade fanns en stor sten som senare kom att kallas Fjellstedtsstenen och där hålls varje år från 1965 en gudstjänst till minnet av honom.
Efter att Fjellstedt konfirmerats lyckades han komma in som elev i Karlstads lärdomsskola, tack vare gåvor från de mer välbärgade gårdarna i bygden.

I Karlstad studerade han i tre och ett halvt år och i skolans namnregister tilldelades han för första gången efternamnet Fjellstedt, efter hembyn Fjällane.
1823 påbörjade Fjellstedt studier i Lund. Han upplevde under studietiden en stark väckelse och blev samtidigt övertygad om sitt kall att resa ut som missionär, en övertygelse som befästes under en tid som lärare vid herrnhutarnas skola i Göteborg. Han prästvigdes i maj 1828  i Karlstad av biskop Bjurbäck.
Efter studier vid missionsinstitutet i Basel reste han 1829 till London. Church Missionary Society sände ut honom som missionär till Indien 1831–1835, varifrån han dock måste återvända av hälsoskäl och då istället stationerades i Smyrna i Osmanska riket 1836–1840.

## Yrkesverksamhet
Därefter återvände Fjellstedt till Basel där han tjänstgjorde som lärare vid missionsinstitutet och kom att gifta sig med Christina Beata Schweizerborth.
Efter att en tid ha verkat som resepredikant i Schweiz, Tyskland och Frankrike återvände Fjellstedt 1843 till Sverige där han 1846 blev föreståndare för missionsinstitutet i Lund. Institutet flyttades först till Stockholm 1856 och senare till Uppsala 1859, där det blev skola för blivande präster: Fjellstedtska skolan.
Fjellstedt var första ordförande i Lapska missionens vänner.

## Bibelsyn
Fjellstedts syn på svensk kristendom var kritisk. Omkring 1850 skrev han till missionsinspektor Blumhardt i Basel, "Kristendomens tillstånd är i Sverige mycket bedröfligt, och orsaken är en okunnighet, som öfvergår all föreställning, och det bland alla folkklasser."
Han skrev 1856-1861 en bibelversion med kommentarer mellan originalverserna. Den utgavs i 9 upplagor till och med 1919.
Fjellstedt har gått till historien som en av de främsta svenska förkämparna för internationell kristen mission.
Fjellstedt ligger begravd på Uppsala gamla kyrkogård.